# Dagupan
Dagupan es una ciudad componente independiente en Filipinas de segunda categoría, sede de la Arquidiócesis de Lingayén-Dagupan, situada en la isla de Luzón. Forma parte de la provincia de Pangasinán situada en la Región Administrativa de Ilocos, también denominada Región I

## Geografía
Situada en el fértil valle del río Agno en su desembocadura en el Golfo de Lingayén, Dagupan es un importante centro comercial y financiero, con servicios médicos modernos,  de comunicación y de telecomunicaciones Es uno de los principales productores de sabalote o pez-de-leche (Chanos chanos) en la provincia.
Hállase situada en los 123" 58' longitud, 50° 2' latitud, inmediato á la costa del seno de Lingayén, en terreno llano, y clima templado y saludable; no padeciéndose de ordinario otras enfermedades, que cólicos y calenturas.

"...Todo el TERRENO es llano, y la parle de la costa la forma una hermosa playa,
siendo por esta razón y la de bañarlo diferentes r., sumamente feraz y productivo En las
tierras reducidas á cultivo las principales prod. son arroz, azúcar, añil, maiz, cocos,
con los cuales fabrican los naturales bastante aceite, legumbres y frutas;..."
Diccionario Buzeta, 1850

### Barangayes

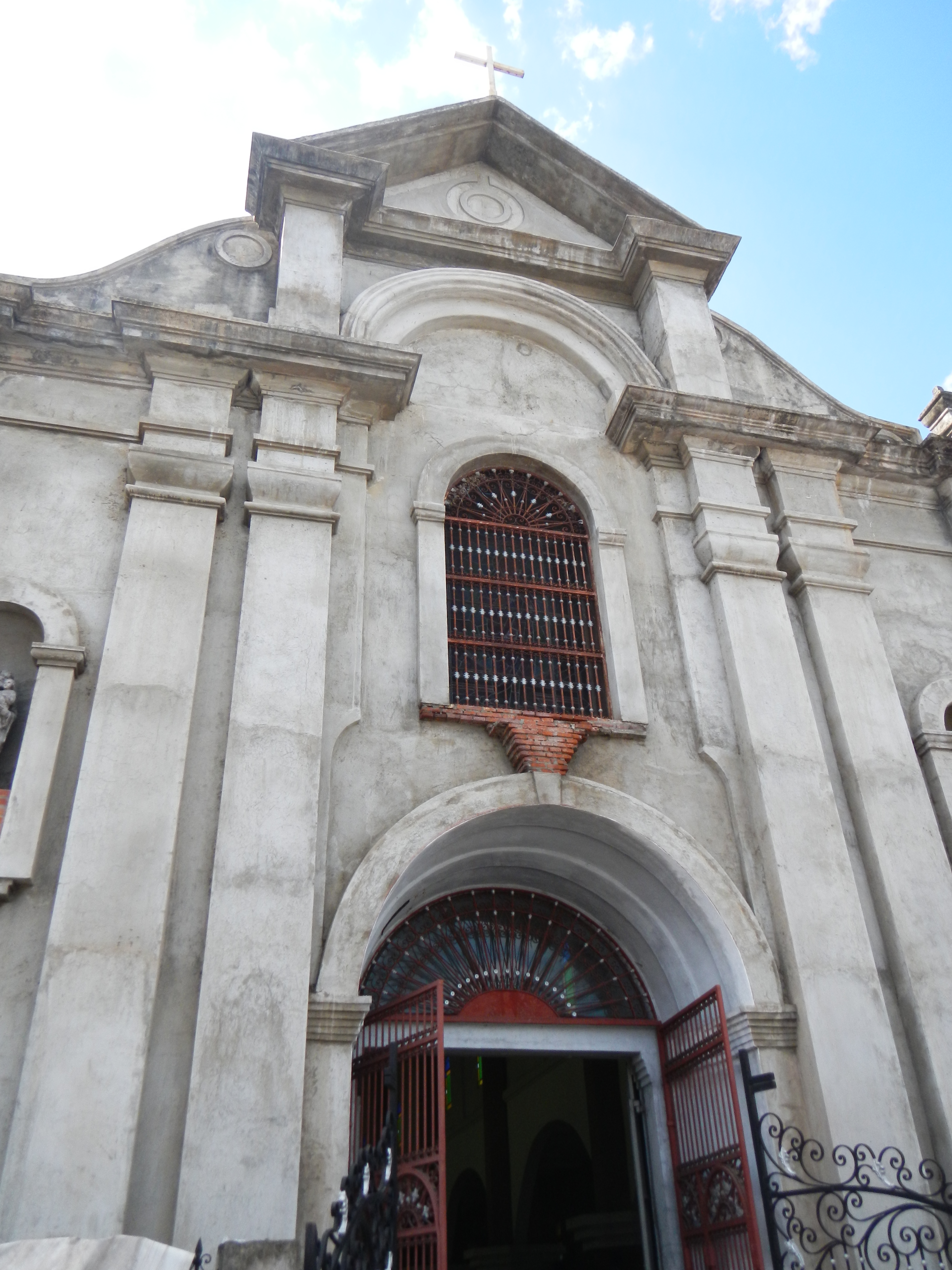
Santuario de San Juan Evangelista.

La ciudad de Dagupan se divide, a los efectos administrativos, en 31 barangayes o barrios conforme a la siguiente relación:
| Barrio                   | Población en 2012 |
| ------------------------ | ----------------- |
| Bacayao del Norte        | 3576              |
| Bacayao del Sur          | 2934              |
| Barangay I (T. Bugallón) | 956               |
| Barangay II (Nueva)      | 2987              |
| Barangay IV (Zamora)     | 980               |
| Bolosán                  | 4001              |
| Bonuan Binloc            | 8703              |
| Bonuan Boquig            | 14002             |
| Bonuan Gueset            | 22308             |
| Calmay                   | 6706              |
| Carael                   | 4732              |
| Caranglaan               | 6459              |
| Herrero                  | 2428              |
| Lasip Chico              | 1370              |
| Lasip Grande             | 2622              |
| Lomboy                   | 1367              |
| Lucao                    | 9748              |
| Malued                   | 9406              |
| Mamalingling             | 1456              |
| Mangin                   | 3700              |
| Mayombo                  | 7937              |
| Pantal                   | 17174             |
| Población Oeste          | 4523              |
| Pogo Chico               | 4603              |
| Pogo Grande              | 2112              |
| Pugaro Suit              | 4757              |
| Salapingao               | 2890              |
| Salisay                  | 2134              |
| Tambac                   | 2328              |
| Tapuac                   | 4391              |
| Tebeng                   | 2744              |

### Demografía
A mediados del siglo XIX contaba con 4541 almas, de las cuales 2015 ½ contribuían con  20 155 reales de plata, equivalentes a 50 387 ½, reales de vellón.

## Historia
El nombre de la ciudad se deriva de la palabra Pangasinense pandaragupan, que significa lugar de reunión, ya que la ciudad siempre ha sido centro del comercio regional.

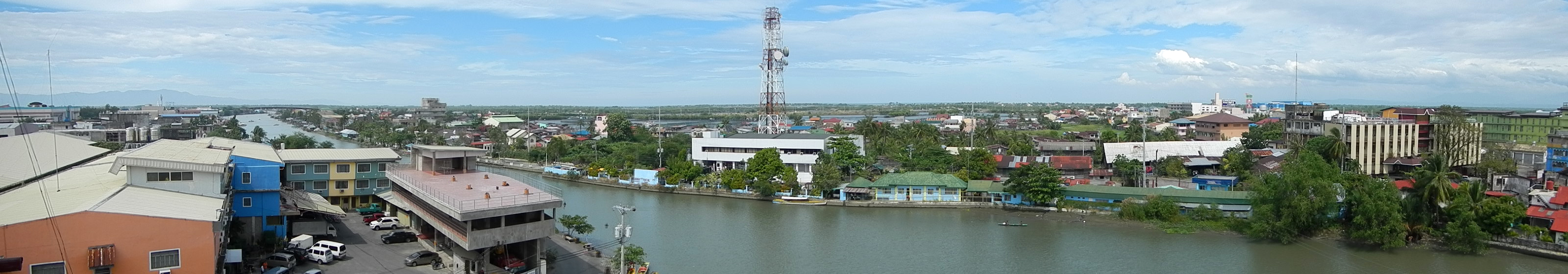
Vista panorámica de la ciudad de Dagupan con el puente sobre el río Agno, fotografía tomada desde la 6ª planta del hotel Star Plaza.

El lugar que ahora ocupa esta ciudad fue descrito como marisma densamente cubierta de manglares y palmeras de nipa, donde los nativos vivían a lo largo de la costa, en las riberas de los ríos  Calmay, Pantal y Bonuan, y también en los poblados de Malued, Lasip, Pogo y Bacayao.
Esta zona conocida como Bacnotán  se incorpora a la encomienda de Lingayén que se estableció en 1583.
Los comerciantes extranjeros, atraídos por el oro, se acercaban a la costa Lingayen siendo atacados por las tribus de la Cordillera.
También acudían piratas procedentes de Japón de  y China como Lim Feng, conocido en estas islas como Limahon, quien con una flota de 62 embarcaciones y alrededor de 3.000 tripulantes invade el norte de Filipinas en 1574, cuando el archipiélago recientemente había sido conquistado por los españoles.
El 30 de noviembre de 1574 ataca Manila, siendo derrotado por los españoles. Los piratas chinos en su huida busca refugio en Pangasinán estableciéndose en Bacnotán el 2 de diciembre.

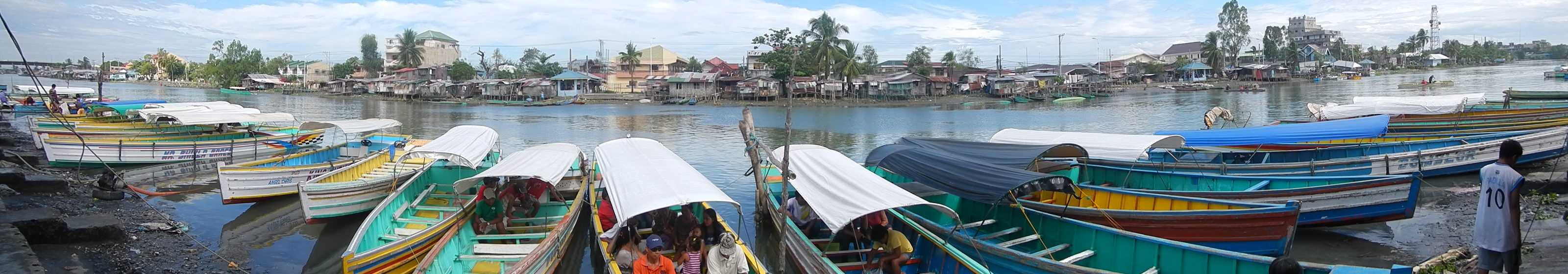
Dagupan: Embarcaciones en el río Agno.

El conquistador español Juan de Salcedo sitia Bacnotán y tras occho meses de asedio bloqueando las desembocaduras de ríos, Limahong rompie el cerco tras excavar un canal que atravesando los pantanos Bacnotan comunicaba el río Agno con el golfo de Lingayén.
Según consta en el Boletin Eclesiastico de Filipinas publicado por los padres Dominicos Dagupan fue fundada el año de 1614.
A mediados del siglo XIX Dagupan formaba parte de la provincia de Pangasinán.

"...DAGUPAN: pueblo con cura y gobernadorcillo, en la isla de Luzón, provincia de Pangasinan, Audiencia Teritorial y Capitanía General de Filipinas (de cuya capital Manila dista 54 leg.), diócesis de Nueva Segovia, cuya seda episcopal Vigan, dista tanto como Manila..." 

"... ..." 

"...el TERMINO confina por Norte con el seno de Lingayén; por Este con Mangaldan, (distante 2 leguas); por Sur con Calasiao (1 legua); y por 0este. con Binmaley; ..."
Diccionario Buzeta, 1850

## La Provincía Eclesiástica de Lingayén-Dagupan
La Diócesis de Lingayen fue erigida el 19 de mayo de 1928,  comprendiendo toda la provincia de Pangasinán. En 1954, a causa de la destrucción de Lingayen durante la Segunda Guerra Mundial.
La Sede fue trasladado a Dagupan, por lo que la diócesis se conoce ahora como Diócesis de Lingayén-Dagupan.
La catedral es la antigua iglesia parroquial católica bajo la advocación de San Juan Evangelista.